# National Cross-Country Centre
Il National Cross-Country Centre (国家越野滑雪中心S, Guójiā yuèyě huáxuě zhōngxīnP) è un impianto sportivo per la pratica dello sci di fondo situato nel distretto di Chongli della città-prefettura di Zhangjiakou.

## Storia
I lavori di costruzione sono iniziati nel 2017 e l'impianto è stato completato nel settembre 2020. Tra il 5 e il 20 febbraio 2022 ha ospitato le gare di sci di fondo e parte delle gare di combinata nordica dei XXIV Giochi olimpici invernali.

## Caratteristiche
L'impianto possiede otto piste con una lunghezza crescente: 1,5 km, 1,8 km, 2,5 km, 3,3 km, 3,75 km, 5,0 km, 7,5 km e 8,3 km. È dotato di un edificio per gli atleti e un centro per i media e le trasmissioni. Ha una capienza di 6 000 spettatori.